# Distretto di Haicang
Il distretto di Haicang (海沧区S, Hǎicāng QūP) è un distretto della Cina, situato nella provincia del Fujian.